# Chauderon-Brücke
Die Chauderon-Brücke (frz. Pont Chauderon), fertiggestellt im Jahr 1905, ist eine der drei grossen Brücken in Lausanne. Sie befindet sich im Stadtteil Centre und überquert das Quartier Le Flon.

## Geschichte
Die Brücke entstand aus einem von der Stadt ausgeschriebenen Wettbewerb im Jahr 1901. Die Architekten Alphonse Laverrière und Eugène Monod sowie die Ingenieure Louis de Vallières und Albert Simon gewannen die Ausschreibung. Die Bauarbeiten begannen im Jahr 1904 und dauerten ein Jahr, so dass die Eröffnung 1905 stattfinden konnte.

## Architektur
Die 250 Meter lange Brücke besteht aus sechs Stahlbetonbögen mit je 28,75 m Spannweite, die sich auf Mauerwerkspfeiler abstützen. Beide Brückenköpfe sind mit je einem Paar steinernen Pylonen verziert.
Die Brückenbögen sind nach dem System Melan erbaut. Bei dieser Bauweise wird zuerst ein Stahlfachwerkbrückenträger errichtet, an dem direkt die Schalung für den Beton angebracht ist, die anschliessend ausgegossen wird und das Stahlfachwerk umhüllt. Für das System Melan lässt sich ein vergleichsweise einfaches Lehrgerüst verwenden, weil es nur die Lasten der Stahlkonstruktion aufnehmen muss, aber nicht diejenigen des Betons.

## Galerie

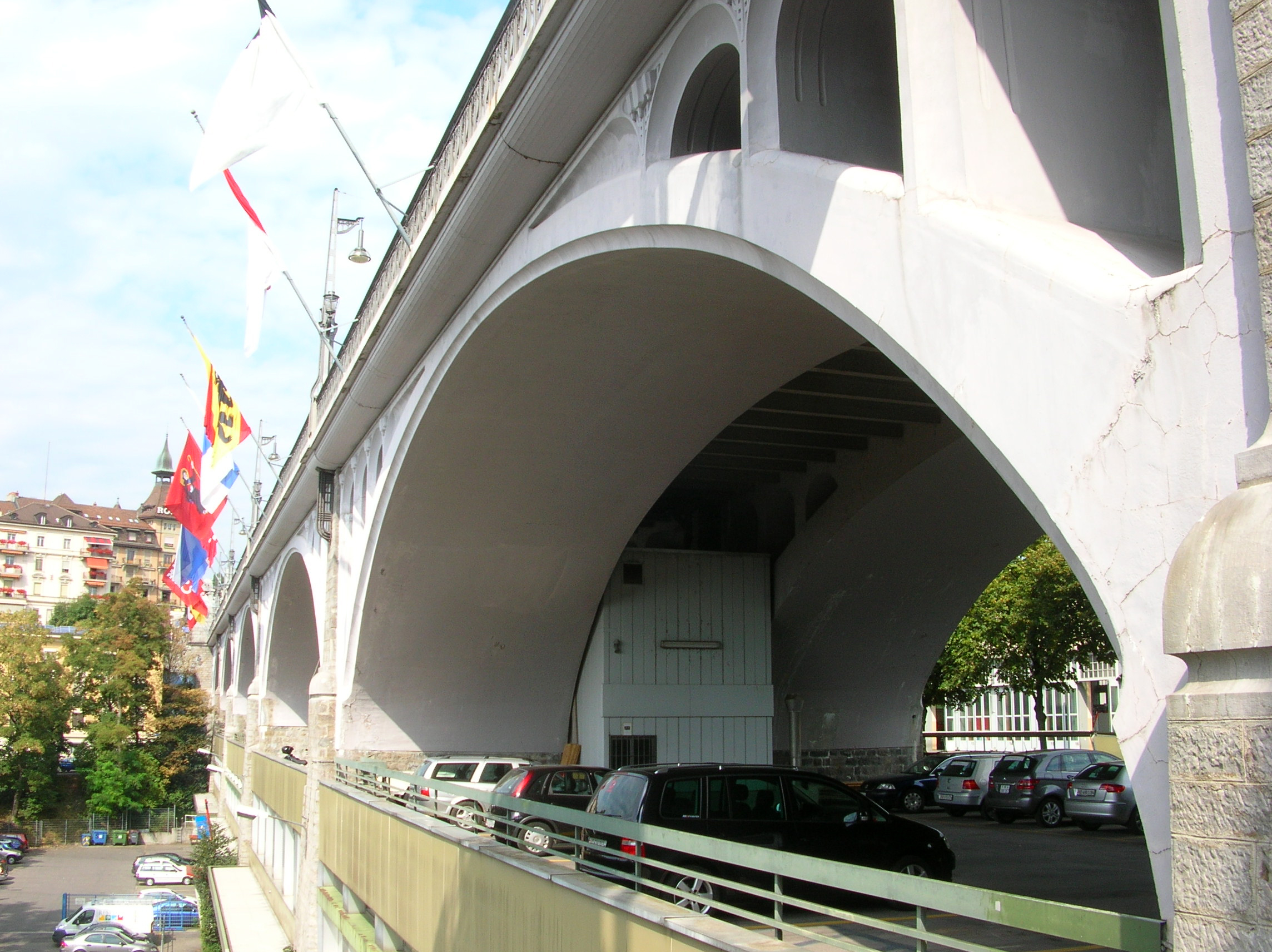
Brücke von Richtung Süden her gesehen
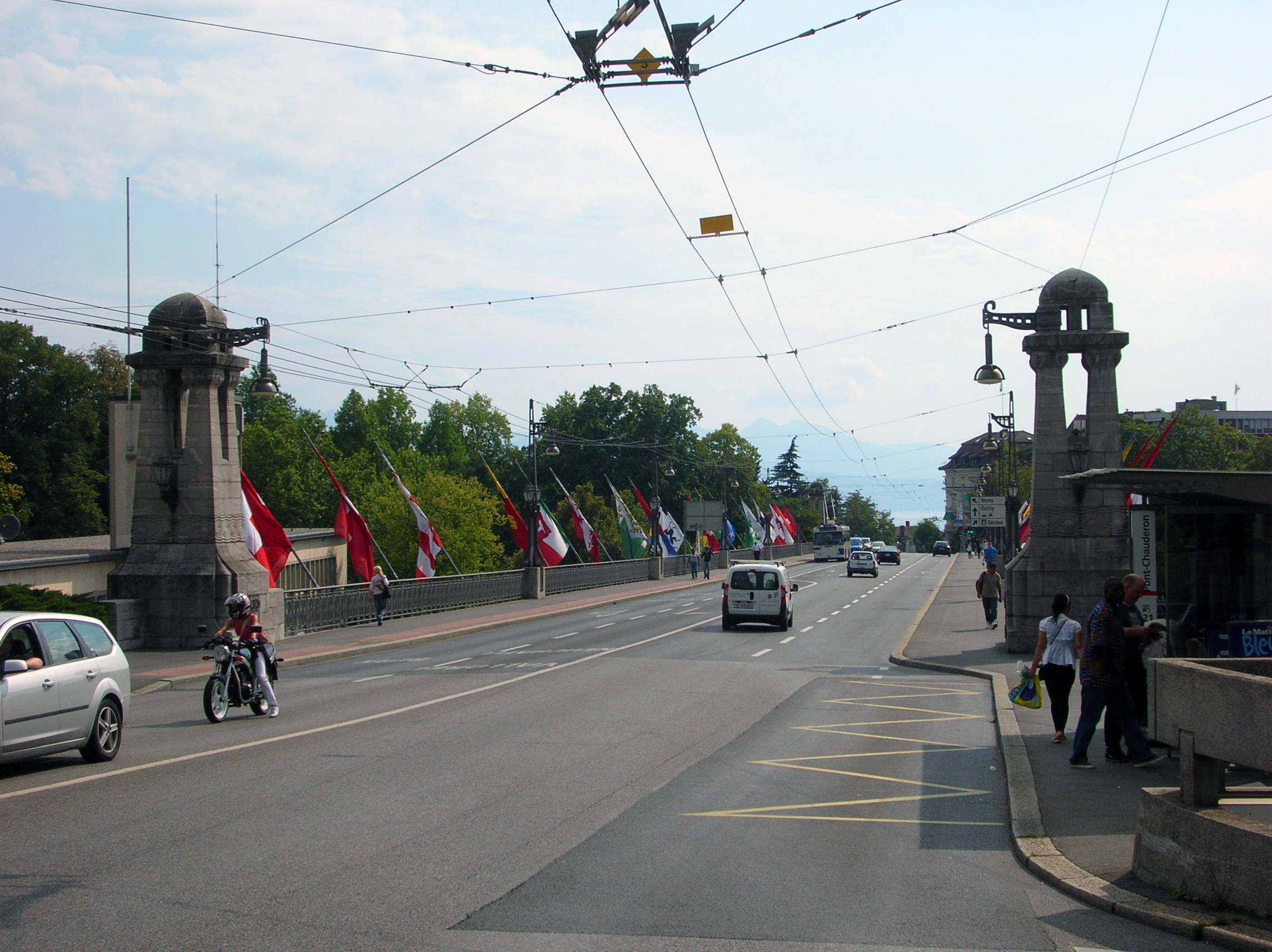
Blick vom Norden mit Bushaltestelle «Chauderon-Pont»
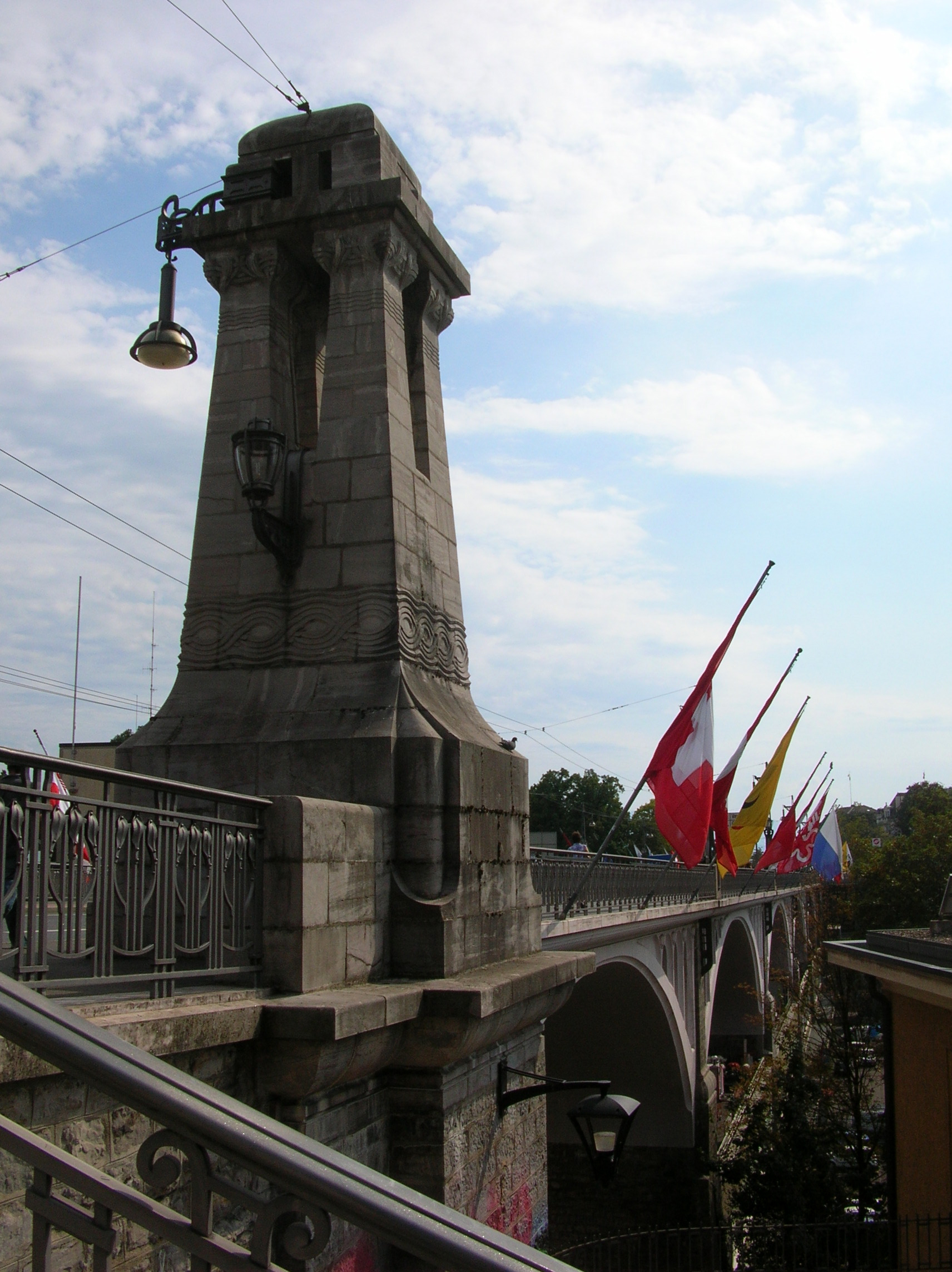
Detailaufnahme eines Pylons